# ساشا تراوت
ساشا تراوت (بالألمانية: Sascha Traut)‏ هو لاعب كرة قدم ألماني في مركز ظهير ‏، ولد في 21 مايو 1985 في كارلسروه في ألمانيا. لعب مع شتوتغارت كيكرز ونادي آلن ونادي كارلسروه ونادي كوبلنتس.

## وصلات خارجية
- ساشا تراوت على موقع قاعدة بيانات كرة القدم.إي يو (الإنجليزية)
- ساشا تراوت على موقع بيانات كرة القدم. دي إي (الألمانية)
- ساشا تراوت على موقع Soccerway.com (الإنجليزية)
- ساشا تراوت على موقع عالم كرة القدم.نت (الإنجليزية)